# Genovefa
Genovefa je žensko osebno ime.

## Izvor imena
Ime Genovefa je po mnenju nekaterih raziskovalcev germanskega izvora. Drugi pa ga razlagajo kot ime, zloženo iz keltske besede geno v pomenu »rod, pleme« in germanske besede wifa v pomenu »ženska«  

## Različice imena
Gena, Geni, Genica, Genija, Genka, Genoveva,Gineta, Fefa, Fefi

## Tujejezikovne oblike imena
- pri Italijanih: Genoveffa, Genoeffa
- pri Nemcih: Genoveva, Genovefa, Ginette, Gineva, Ginerva

## Pogostost imena
Po podatkih Statističnega urada Republike Slovenije je bilo na dan 31. decembra 2007 v Sloveniji število ženskih oseb z imenom Genovefa: 281.

## Osebni praznik
V koledarju je ime Genovefa zapisano 3. januarja (Genovefa, pariška svetnica in devica, † 3. jan. 502).

## Zanimivost
- Genovefa je znamenita zavetnica Parižanov. Mesto je dvakrat rešila: prvič pred Atilovimi Huni in drugič pred lakoto.
- Genovefa velja še za zavetnico  voskarjev, pastirjev, klobučarjev in vrtnarjev ter za zdravje oči, zoper ospnice (variola), potres, kugo, vojsko, sušo, povodenj in vsako drugo nesrečo.